# Jan Jeuring
Jan Jeuring (* 27. November 1947 in Enschede, Niederlande) ist ein ehemaliger niederländischer Fußballspieler. Er spielte für den FC Twente elf Jahre lang in der Eredivisie, erreichte 1975 das UEFA-Pokalfinale, wurde 1977 niederländischer Pokalsieger und war bis August 2009 bester Ligatorschütze der Enscheder. Er machte außerdem zwei Länderspiele mit der niederländischen Nationalmannschaft.

## Vereinskarriere

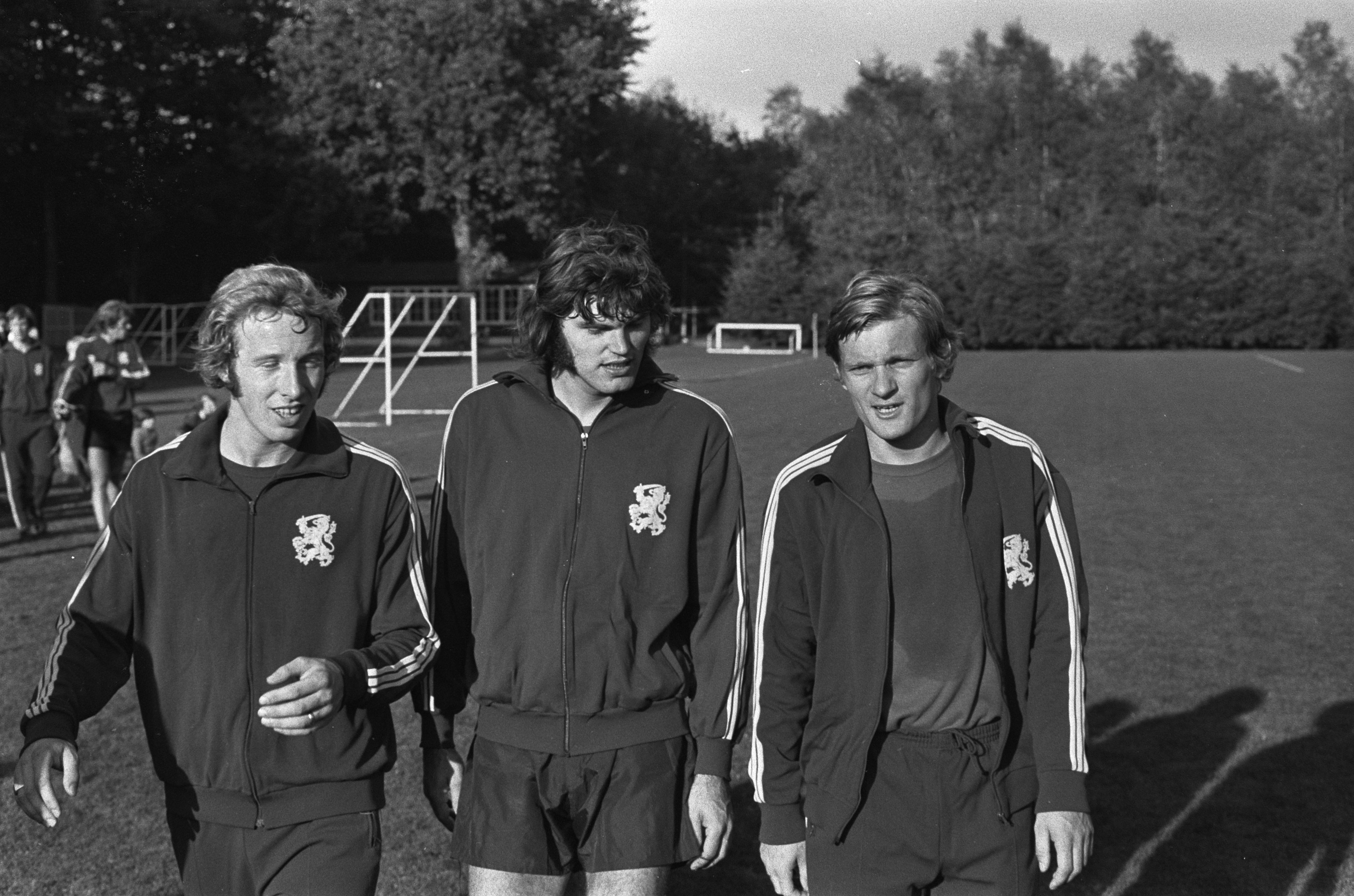
Jan Jeuring (links), 1971

Jeuring begann seine Laufbahn als Jugendlicher 1960 beim Vorläuferverein des FC Twente, dem Sportclub Enschede. Bei den Amateuren des SCE spielte er mit 17 Jahren in der ersten Mannschaft. Als Kees Rijvers nach der ersten Saison des neu geschaffenen Ehrendivisionärs Twente das Traineramt von Friedrich Donenfeld übernahm, läutete er einen Generationenwechsel ein. Mit Jeuring, Theo Pahlplatz, Epi Drost und Kalle Oranen holte Rijvers talentierte Spieler aus der Gegend in die erste Mannschaft. Jeuring wurde in dieser Saison, die der FC Twente als Dreizehnter zwei Plätze schlechter als in der Vorsaison abschloss, mit zehn Toren bester Torschütze der Enscheder. 1.500 Gulden (etwa 1.350 D-Mark) verdiente er als Neuprofi, außerdem erhielt er ein Moped.
Der Aufbau um die junge Garde, zu der sich im folgenden Jahr Dick van Dijk und Eddy Achterberg gesellten, ging jedoch weiter. In der folgenden Spielzeit belegten die Tukkers bereits Platz acht, 1969 wurden sie sogar Dritter. Jeuring musste sich in diesen Spielzeiten mit dem Platz als zweiter Mann hinter van Dijk bescheiden, der mit 22 bzw. 30 Toren zum Topscorer in Enschede avancierte. Im Messepokal 1969/70 konnte Jeuring, allerdings noch ohne Torerfolg, erste internationale Erfahrung sammeln, jedoch schied Twente nach den zwei Erstrundenspielen gegen den FC Rouen bereits aus. Nachdem van Dijk zu Ajax Amsterdam gewechselt war, konnte Jeuring sich nunmehr als Mittelstürmer beweisen und gehörte zur Stammelf von Kees Rijvers. Seine spielerischen Qualitäten: enorm ballsicher, immer anspielbar, trotz seiner nur 1,80 Meter Körpergröße kopfballstark, unermüdlich und mit dem richtigen Riecher für ein Tor. In der Eredivisie erzielte er 1969/70 14 Tore, in der Saison darauf waren es 17 Treffer. Aufmerksamkeit erheischten in dieser Spielzeit auch seine Treffer im Messepokal: gegen Eskişehirspor erzielte er beim 6:1 im Rückspiel der zweiten Runde drei Tore, in der dritten Runde sorgte sein Siegtor gegen Dinamo Zagreb dafür, dass der FC Twente im Viertelfinale gegen Juventus Turin antreten durfte und erst nach Verlängerung ausschied.
Zweimal konnte Jeuring vier Treffer in einem Spiel erzielen: in der Eredivisie gelang ihm dies 1970 gegen NAC Breda, im UEFA-Pokal 1972/73 gegen Frem Kopenhagen beim 5:0 im Hinspiel der zweiten Runde (im Rückspiel traf er zweimal beim 4:0). 1974 wurde der FC Twente erstmals Zweiter der Eredivisie, ein Erfolg, den der Verein erst 2008 unter Trainer Fred Rutten wiederholen konnte. In der Saison 1974/75 gelang den Enschedern ihr bislang größter internationaler Erfolg: mit einem Sieg über Juventus Turin – Jeuring trug im Halbfinal-Hinspiel einen Treffer zum 3:1-Sieg bei – erreichte die Mannschaft die Finalspiele des UEFA-Pokals, ging jedoch nach einem 0:0 in Düsseldorf gegen Borussia Mönchengladbach im Rückspiel zuhause mit 1:5 unter. In der folgenden Eredivisie-Saison gelang ihm die persönliche Bestmarke von 20 Ligatreffern, mit denen er zum vierten Mal bester FC-Twente-Torschütze der Saison wurde. Jeuring spielte bis Ende der Saison 1976/77 beim FC Twente und schloss seine Profilaufbahn mit dem einzigen Titel ab: am 19. Mai 1977 gewann der Verein durch ein 3:0 nach Verlängerung gegen PEC Zwolle erstmals den KNVB-Pokal; nach Epi Drost und Arnold Mühren trug sich auch Jeuring in die Torschützenliste des Finalspiels ein. Es war sein letztes Tor im letzten Spiel für den FC Twente und als Profi; insgesamt machte Jeuring für den Club aus Enschede 327 Spiele in der Eredivisie, in denen er 103 Tore erzielte. Dazu kommen 32 Messe- und UEFA-Pokaleinsätze mit 19 Treffern sowie 16 Tore im KNVB-Pokalwettbewerb. Das schönste davon ist seiner eigenen Einschätzung nach eines vom 19. Oktober 1975. Nach einem weiten Einwurf von Harry Bruggink, der von einem Mitspieler mit dem Kopf verlängert wurde, erzielte er beim 2:0-Sieg gegen Feyenoord sein zweites Tor per Fallrückzieher.
Jeuring kehrte zu seinem Heimatverein SC Enschede zurück, wo er noch als Amateur spielte. In dieser Zeit führte er den Sportclub aus der zweiten in die erste Hoofdklasse, die höchste Amateurliga. In seinen insgesamt fünf Spielzeiten erzielte er für die „Erste“ des Sportclubs 66 Tore. Nach Ende der aktiven Laufbahn wurde er Jugendtrainer beim Sportclub wie beim FC Twente. Seit 1973 ist er Eigentümer einer Snackbar in Enschede-Süd, die nach eigenen Angaben bei einem Test der Zeitschrift Consumentengids des Consumentenbond, der niederländischen Verbraucherzentrale, im Februar 2009 als eine der zwanzig besten in den Niederlanden (von 75 getesteten) abschnitt.
Jeuring war länger als 32 Jahre Rekordtorschütze des FC Twente in der Eredivisie. Seine Bestmarke von 103 Treffern wurde erst am 23. August 2009 übertroffen, als Blaise Nkufo im Match gegen RKC Waalwijk zu seinem 104. Ligator für die Enscheder traf. Jeuring selbst überreichte dem Schweizer Nationalspieler nach der Partie den Spielball, mit dem dieser seinen neuen Rekord erzielt hatte.

## Nationalmannschaft
Sein Debüt in der Nederlands Elftal gab Jeuring am 10. Oktober 1971 im EM-Qualifikationsspiel gegen die ostdeutsche Auswahl; beim 3:2-Sieg seines Teams in De Kuip wurde er in der 71. Spielminute für Dick van Dijk eingewechselt. Wie seine Enscheder Mannschaftskameraden Drost, Pahlplatz und Piet Schrijvers gehörte Jeuring zum erweiterten Kader von Bondscoach František Fadrhonc, doch auf seinen zweiten Einsatz musste er anderthalb Jahre warten. Erst am 28. März 1973 machte er sein einziges Länderspiel über 90 Minuten. Bei der 0:1-Niederlage im Wiener Praterstadion debütierte neben ihm ein weiterer Teamkollege vom FC Twente, der junge René van de Kerkhof, der wenig später zur PSV wechselte. In den folgenden Partien saß Jeuring noch mehrmals auf der Ersatzbank der Elftal, ohne dass ihn jedoch der Trainer noch einmal aufs Spielfeld geschickt hätte. Seine Hoffnungen auf eine Berufung in den Kader für die WM in Deutschland wurden durch zwei Leistenverletzungen innerhalb eines halben Jahres in der Saison 1973/74 zunichtegemacht.

## Erfolge
- UEFA-Pokalfinalist 1975
- KNVB-Pokalsieger 1977
- Niederländischer Vizemeister 1974
- Von 1977 bis 2009 Rekord-Ligatorschütze des FC Twente mit 103 Toren, erzielt von 1966 bis 1977.[10]
- Bester Liga-Saisontorschütze des FC Twente (viermal: 1966/67, 1970/71, 1972/73, 1975/76)
- Zwei Einsätze in der Niederländischen Nationalmannschaft